# Arondismentul Le Mans
Arondismentul Le Mans (în franceză Arrondissement du Mans) este un arondisment din departamentul Sarthe, regiunea Pays de la Loire, Franța.

## Subdiviziuni

### Cantoane
- Cantonul Allonnes
- Cantonul Ballon
- Cantonul Écommoy
- Cantonul Le Mans-Centre
- Cantonul Le Mans-Est-Campagne
- Cantonul Le Mans-Nord-Campagne
- Cantonul Le Mans-Nord-Ouest
- Cantonul Le Mans-Nord-Ville
- Cantonul Le Mans-Ouest
- Cantonul Le Mans-Sud-Est
- Cantonul Le Mans-Sud-Ouest
- Cantonul Le Mans-Ville-Est

### Comune
| 1. Aigné (72001)                   | 2. Allonnes (72003)                 | 3. Arnage (72008)                | 4. Ballon (72023)                   |
| 5. La Bazoge (72024)               | 6. Beaufay (72026)                  | 7. Brette-les-Pins (72047)       | 8. Challes (72053)                  |
| 9. Changé (72058)                  | 10. La Chapelle-Saint-Aubin (72065) | 11. Chaufour-Notre-Dame (72073)  | 12. Coulaines (72095)               |
| 13. Courceboeufs (72099)           | 14. Courcemont (72101)              | 15. Écommoy (72124)              | 16. Fay (72130)                     |
| 17. La Guierche (72147)            | 18. Joué-l'Abbé (72150)             | 19. Laigné-en-Belin (72155)      | 20. Le Mans (72181)                 |
| 21. Marigné-Laillé (72187)         | 22. La Milesse (72198)              | 23. Moncé-en-Belin (72200)       | 24. Montbizot (72205)               |
| 25. Mulsanne (72213)               | 26. Neuville-sur-Sarthe (72217)     | 27. Parigné-l'Évêque (72231)     | 28. Pruillé-le-Chétif (72247)       |
| 29. Rouillon (72257)               | 30. Ruaudin (72260)                 | 31. Saint-Biez-en-Belin (72268)  | 32. Saint-Georges-du-Bois (72280)   |
| 33. Saint-Gervais-en-Belin (72287) | 34. Saint-Jean-d'Assé (72290)       | 35. Saint-Mars-d'Outillé (72299) | 36. Saint-Mars-sous-Ballon (72301)  |
| 37. Saint-Ouen-en-Belin (72306)    | 38. Saint-Pavace (72310)            | 39. Saint-Saturnin (72320)       | 40. Sainte-Jamme-sur-Sarthe (72289) |
| 41. Sargé-lès-le-Mans (72328)      | 42. Savigné-l'Évêque (72329)        | 43. Souillé (72338)              | 44. Souligné-sous-Ballon (72340)    |
| 45. Teillé (72349)                 | 46. Teloché (72350)                 | 47. Trangé (72360)               | 48. Yvré-l'Évêque (72386)           |